# ربکا فرگوسن (خواننده)
ربکا فرگوسن (انگلیسی: Rebecca Ferguson؛ زادهٔ ۲۱ ژوئیهٔ ۱۹۸۶) یک موسیقی‌دان اهل بریتانیا است. وی از سال ۲۰۱۰ میلادی تاکنون مشغول فعالیت بوده‌است.
وی با شیلر در آلبوم morgenstun در قطعه بسیار زیبای Love که از موسیقی ایرانی نیز بهره میبرد همکاری داشته است.